# Distretto di Agra
Agra è un distretto dell'India di 3 611 301 abitanti. Capoluogo del distretto è Agra.